# Octotrocha speciosa
Octotrocha speciosa är en hjuldjursart som beskrevs av Thorpe 1893. Octotrocha speciosa ingår i släktet Octotrocha och familjen Flosculariidae. Inga underarter finns listade i Catalogue of Life.